# Eulepidotis lucia
Eulepidotis lucia là một loài bướm đêm trong họ Erebidae.